# Ptolemeusz III Euergetes
Ptolemeusz III Euergetes (ur. 284 p.n.e., zm. 222 p.n.e. lub 221 p.n.e.) – trzeci władca Egiptu z dynastii Ptolemeuszy, panował w latach 246-221 p.n.e., najstarszy syn Ptolemeusza II Filadelfosa i Arsinoe I, mąż Bereniki II, ojciec m.in.  Ptolemeusza IV Filopatora, Magasa i Arsinoe III. Po jego śmierci władzę w państwie przejął Ptolemeusz IV.

## Życiorys
O dzieciństwie i młodości Ptolemeusza brak dokładniejszych informacji. Przez niektórych historyków z osobą Ptolemeusza III identyfikowana była bliżej nieustalona postać Ptolemeusza Syna, członka rodu Lagidów, który przez pewien czas współrządził państwem wraz z Ptolemeuszem II. Bardziej prawdopodobne jednak, że Ptolemeusz Syn był postacią inną niż Euergetes.
Nauczycielem Ptolemeusza III był Apollonios z Rodos, kolejny, po Zenodocie z Efezu, kierownik Biblioteki Aleksandryjskiej. Ok. 245 p.n.e. władca poślubił cyrenajską księżniczkę Berenikę, córkę Magasa, doprowadzając tym samym do ponownego zjednoczenia Egiptu z Cyrenajką .

### Trzecia wojna syryjska
Początkowy okres panowania Ptolemeusza to czas trzeciej wojny syryjskiej. Bezpośrednią przyczyną wojny było ogłoszenie przez Laodikę, żonę Antiocha II, że następcą tronu syryjskiego będzie jej syn, a nie syn Bereniki, drugiej żony Antiocha i jednocześnie siostry Ptolemeusza. Wojna ta, ze względu na postać jej głównej prowodyrki, nazywana była także wojną laodycejską. Król Ptolemeusz pod pretekstem pomocy dla swojej siostry i jej małoletniego syna pokonał wojska Seleukosa II Kallinikosa, syna Laodiki, stając się na pewien czas rzeczywistym panem imperium Seleucydów. W międzyczasie jego siostra została zamordowana , podobnie jak siostrzeniec. Po zdobyciu Syrii Ptolemeusz ruszył dalej w kierunku wschodnim, dochodząc do północnej Mezopotamii, a może dalej. Przez pewien czas śmierć Bereniki  ijej syna były utrzymywane w tajemnicy w celu podtrzymania roszczeń Ptolemeusza. 
Zdobycze Ptolemeusza okazały się częściowo nietrwałe, gdyż król musiał wracać w 245 p.n.e. do Egiptu, zagrożony powstaniem robotników i chłopów przeciwko wzrastającemu uciskowi ekonomicznemu. Ptolemeusz, wróciwszy ze Wschodu, szybko stłumił bunt w Egipcie. Odebrane Seleukidom bogactwa świątyń egipskich, zrabowane z Egiptu podczas najazdu króla Kambyzesa II 300 lat wcześniej, Ptolemeusz oddał ich pierwotnym właścicielom, czym zjednał sobie dużą przychylność egipskich kapłanów. W tym okresie Ptolemeusz zaczął używać przydomku Euergetes, co tłumaczy się jako "dobroczyńca".  
Kiedy Ptolemeusz zajęty był tłumieniem buntu w Egipcie, Seleukos zdołał odzyskać część terytoriów swojego państwa  i dotarł do Syrii. Tam Ptolemeusz pokonał go w bitwie stoczonej nieopodal Antiochii. Po zawarciu pokoju z Seleukosem w 241 p.n.e. utrzymał terytoria na południowym wybrzeżu Azji Mniejszej, w Celesyrii i Judei. Kontrolował ponadto wyspy Kos, Samotrakę, Samos i Lesbos. W zamian zrezygnował z roszczeń do terytoriów znajdujących się za Eufratem i północnej części Syrii. Granica pomiędzy państwami w Syrii przebiegała przez rzekę Eleutheros. Ponadto Ptolemeusz sprawował kontrolę nad kluczowym portem seleudzkim, Seleucją Pierią. Miasto to zostanie odbite dopiero w 219 p.n.e. przez Antiocha III. 

### Wojny z Macedonią
Ptolemeusz prowadził ze zmiennym szczęściem rywalizację z Macedonią, wykorzystując jako jej środek walkę o wyzwolenie miast greckich. Zdobywszy wcześniej na Seleukidach wybrzeże trackie i Chersonez, sąsiadował przez pewien czas z państwem Antygonidów. Ptolemeusz starał się nie angażować w bezpośrednie działania militarne w Grecji, z reguły ograniczając się do dyplomacji antymacedońskiej. Ok. 245 p.n.e. przegrał bitwę morską koło wyspy Andros. W 243 p.n.e. Ptolemeusz został nominalnym wodzem wojsk achajskich. Ok. 240 p.n.e. Macedonia zaakceptowała ptolemejskie zdobycze w Tracji i Azji Mniejszej. Ptolemeusz utracił część z nich w latach 20. III wieku p.n.e..

### 241-221 p.n.e.
Po 241 p.n.e. nastał czas względnego pokoju dla Egiptu, co zaowocowało jego rozkwitem ekonomicznym i kulturalnym, wspieranym intensywnie przez króla. Na królewskim dworze bywały takie znakomitości jak Kallimach z Cyreny i Eratostenes. Jako pierwszy władca z dynastii Ptolemeuszy III Euergetes zaczął budować świątynie egipskie, w tym jedną z najokazalszych i najlepiej zachowanych świątynię Horusa w Edfu. Ukończył budowę Wielkiego Serapeum w Aleksandrii. Kontynuował rozpoczętą przez jego poprzedników kolonizację regionu Fajum . Za jego rządów wprowadzono reformę kalendarza, wprowadzającą korektę zgodną z rzeczywistym trwaniem roku astronomicznego; reforma ta jednak nie przyjęła się w latach późniejszych . Ok. 222 p.n.e. król Spartański, skonfliktowany z Macedonią, uzyskał na dworze Ptolemeusza azyl . 

### Zasięg terytorialny państwa Ptolemeusza
Za jego panowania Egipt ptolemejski znalazł się u szczytu swojej potęgi i stał się pierwszym mocarstwem w basenie Morza Śródziemnego . W skład państwa Ptolemeusza III wchodziły, poza Egiptem, Cyrenajka, Celesyria, Fenicja, część Cylicji, Licja, Karia, Jonia, kluczowe wyspy Morza Śródziemnego i Seleucja Pieria.

## Lata panowania
- 246-221 p.n.e.[23][24]
- 247-223 p.n.e.[25]

## Tytulatura
| M23 · X1 | L2 · X1 |

| M23 · X1 | L2 · X1 |

| U28 | R8 | U28 | R8 | F44 · N35 | C2 | C12 | U21 · N35 | S42 | S34 | S3 |

| U28 | R8 | U28 | R8 | F44 · N35 | C2 | C12 | U21 · N35 | S42 | S34 | S3 |

| U28 | R8 | U28 | R8 | F44 · N35 | C2 | C12 | U21 · N35 | S42 | S34 | S3 |

| U28 | R8 | U28 | R8 | F44 · N35 | C2 | C12 | U21 · N35 | S42 | S34 | S3 |

| M23 · X1 | L2 · X1 |

| M23 · X1 | L2 · X1 |

| U28 | R8 | U28 | R8 | F44 · N35 | C2 | C12 | U21 · N35 | S42 | S34 | S3 |

| U28 | R8 | U28 | R8 | F44 · N35 | C2 | C12 | U21 · N35 | S42 | S34 | S3 |

| U28 | R8 | U28 | R8 | F44 · N35 | C2 | C12 | U21 · N35 | S42 | S34 | S3 |

| U28 | R8 | U28 | R8 | F44 · N35 | C2 | C12 | U21 · N35 | S42 | S34 | S3 |

| G39 | N5 |

| G39 | N5 |

| Q3 · X1 | V4 | E23 · Aa15 | M17 | M17 | S29 | S34 | D&t&tA | Q3 · X1 | V28 | U6 |

| Q3 · X1 | V4 | E23 · Aa15 | M17 | M17 | S29 | S34 | D&t&tA | Q3 · X1 | V28 | U6 |

| Q3 · X1 | V4 | E23 · Aa15 | M17 | M17 | S29 | S34 | D&t&tA | Q3 · X1 | V28 | U6 |

| Q3 · X1 | V4 | E23 · Aa15 | M17 | M17 | S29 | S34 | D&t&tA | Q3 · X1 | V28 | U6 |

| G39 | N5 |

| G39 | N5 |

| Q3 · X1 | V4 | E23 · Aa15 | M17 | M17 | S29 | S34 | D&t&tA | Q3 · X1 | V28 | U6 |

| Q3 · X1 | V4 | E23 · Aa15 | M17 | M17 | S29 | S34 | D&t&tA | Q3 · X1 | V28 | U6 |

| Q3 · X1 | V4 | E23 · Aa15 | M17 | M17 | S29 | S34 | D&t&tA | Q3 · X1 | V28 | U6 |

| Q3 · X1 | V4 | E23 · Aa15 | M17 | M17 | S29 | S34 | D&t&tA | Q3 · X1 | V28 | U6 |

Poza wymienionymi nauce znane jest około 10 różnych wariantów egipskich określeń władcy. Grecka tytulatura Ptolemeusza brzmiała basileus Ptolemaios III Theos Euergetes I - król Ptolemeusz Bóg Dobroczyńca.